# Templo de Amenhotep IV

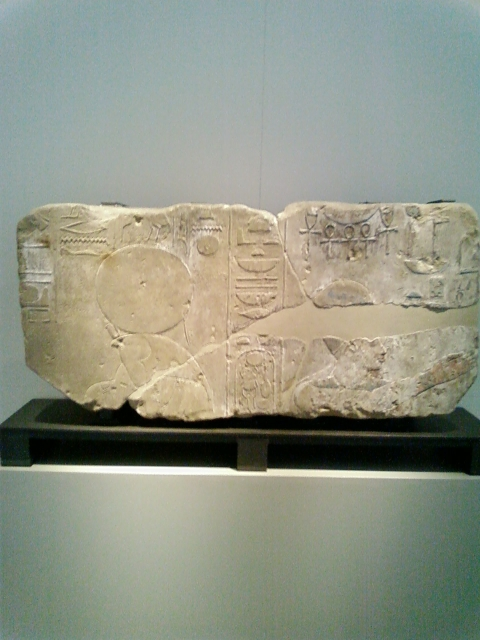
Talatat de Karnak representando a Atón bajo forma antropomorfa con cabeza de halcón y disco solar y a Amenhotep IV en actitud de adoración, con los cánones egipcios tradicionales.

El templo de Amenhotep IV o templo de Atón (Karnak), situado en el complejo de templos de Karnak (Luxor, Egipto) fue utilizado por el faraón egipcio Amenhotep IV durante los primeros cuatro años de su reinado, antes de que se cambiase su nombre por el de Ajenatón, a pesar de que pudo haber sido empezado a construir a finales del reinado de su padre, Amenhotep III, ya en corregencia con él.
En los primeros años de su reinado, continuó con las obras de su padre en Karnak, construyendo un gran vestíbulo de entrada al tercer pilono de Karnak, donde se hizo representar ante Amón en actitud de masacrar a los enemigos de Egipto.
Pero sobre todo, con el cambio de pensamiento, con el que dio la espalda a Amón y a los otros dioses vinculados a él, empezó a disponer un programa de construcciones de templos solares dedicados a su dios, Atón, como parte de una revolución religiosa de grandes consecuencias en la historia de Egipto. Sin embargo, ninguno de ellos ha subsistido al establecerse por sus sucesores una damnatio memoriae que intentó borrar toda traza de su herética reforma religiosa.

## Templos solares dedicados a Atón

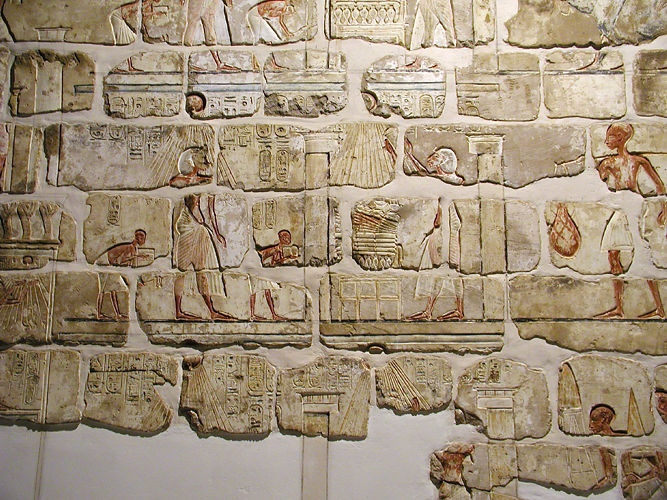
Talatates del Gempaatón. Museo de Luxor.

El primero de estos complejos solares fue realizado al este del complejo de templos de Karnak, enfrentado al recinto de Amón-Ra. El templo principal del complejo era denominado Gm pȝ jtn (Gempaatón), que significa "El Disco Solar ha sido hallado en las posesiones del dios Atón". Los otros templos que han podido ser reconocidos fueron el Hut benben (ḥwt bnbn, "La Mansión de la piedra Benben"), el Rudi-Menu-en-aten-er-neheh (rwd mnw n jtn r nḥḥ, "Sólidos para la Eternidad son los monumentos de Atón") y el Teni-Menu-en-aten-er-neheh (tnj mnw n jtn r nḥḥ, "Exaltados durante toda la Eternidad son los monumentos de Atón"). Hay otros restos de edificios de difícil identificación, como el Hay-em-Ajet y el Maru septentrional de Atón.
El conjunto fue construido en los primeros años de su reinado mediante pequeños bloques de piedra arenisca que los arqueólogos llaman talatates que por ser fácilmente transportables, permitían una mayor eficiencia en las construcciones. Las paredes de los templos de Atón que han podido ser reconstruidas nos presentan una decoración refinada y escenas cotidianas en la corte real de la época. Estas imágenes muestran que la reforma religiosa sería elaborada en Karnak.

### Gempaatón

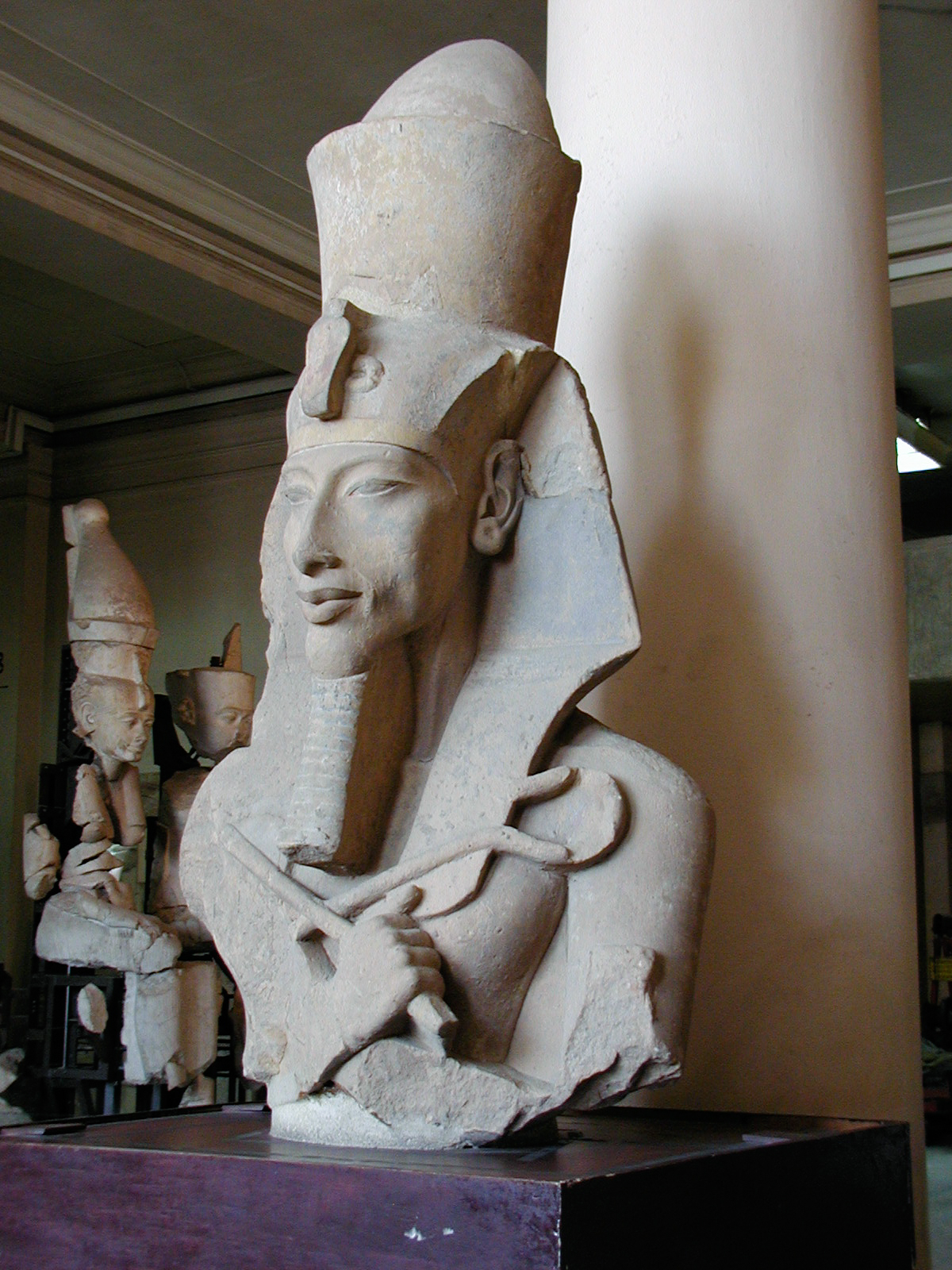
Restos de un coloso de Ajenatón portando la corona pschent.

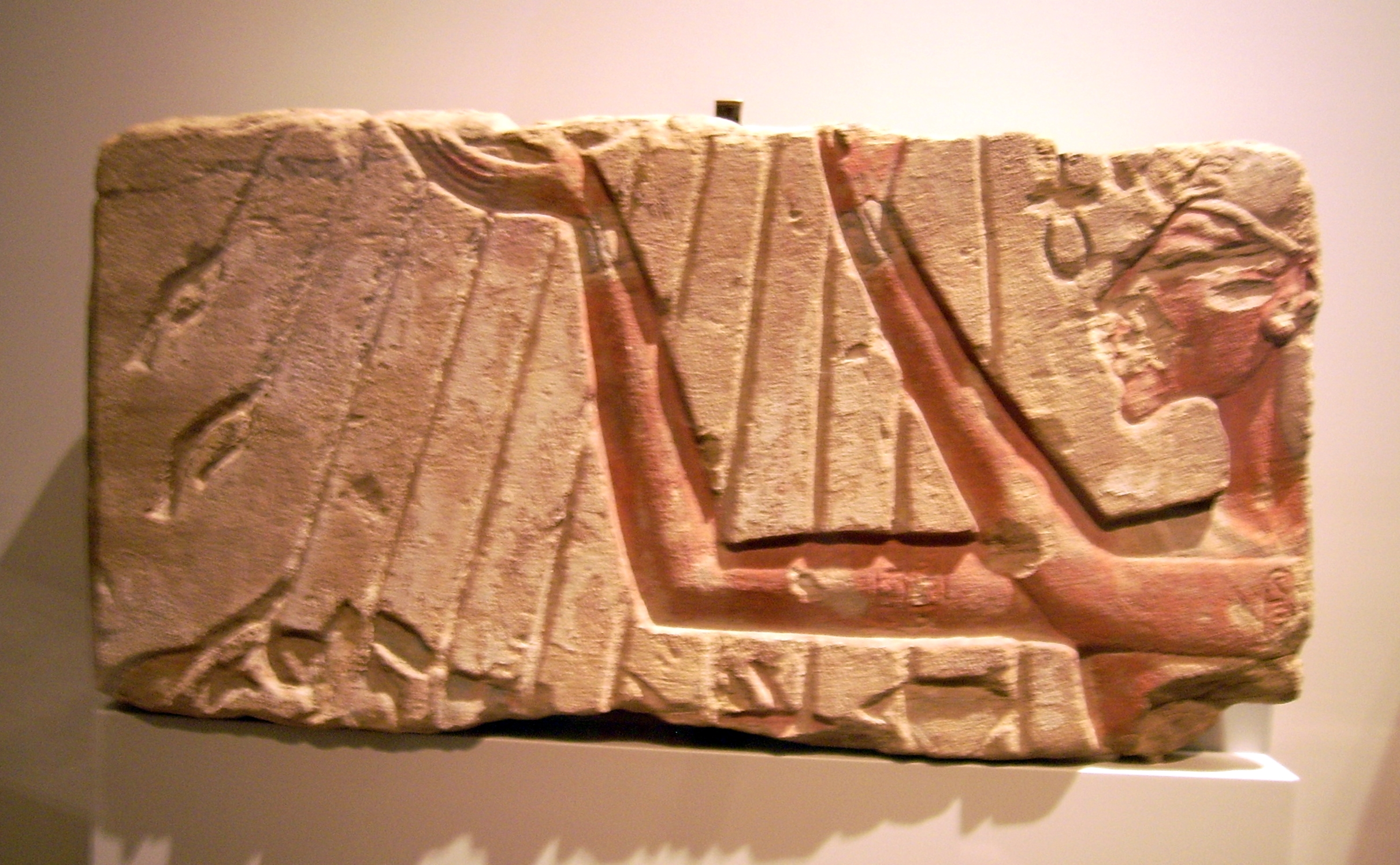
Talatat de Ajenatón adorando al Atón. c. 1350 a. C. Ägyptisches Museum Berlin.

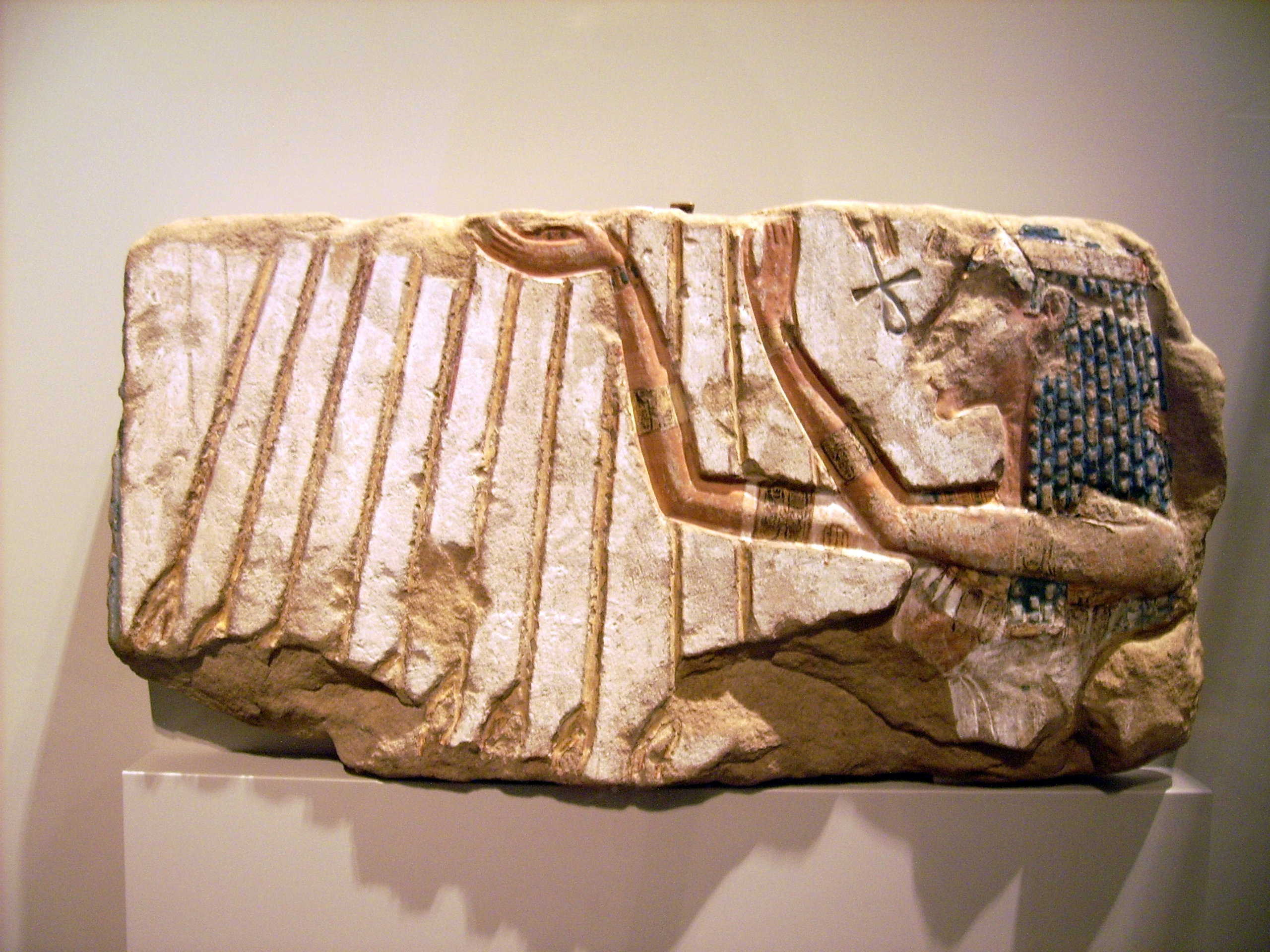
Talatat de Nefertiti adorando al Atón. Ägyptisches Museum Berlin.

El Gempaatón (Gem-pa-Atón), también denominado Gempaaten, Guemet-Pa-Iten, Gem-Pa-Iten o Guem-Pa-Iten, "Atón ha sido hallado", hace referencia al encuentro del rey con el sol del amanecer y es el templo más grande del complejo. Medía 130mX216m y las paredes del patio alcanzaban los 7 m. Por estar dedicado a Atón, dios solar, no tenía techo y sus mesas de ofrendas estaban expuestas a la luz directa del sol. El patio estaba columnado por pilares cuadrados en los que descansaban, alternando, estatuas colosales de arenisca del rey y la reina Nefertiti con el nuevo estilo artístico amarniense. El rey aparece con rasgos faciales del estilo temprano amarniense, vestido ceremonial, llevando diferentes coronas y portando en sus manos cruzadas las insignias reales del cetro heka y el flagelo nejej.
En las paredes del patio se encontraban talladas y pintadas escenas del rey y la reina durante la fiesta del jubileo real (Heb Sed), entrando y saliendo del palacio y haciendo diversas ofrendas.

### Hut benben
El Hut benben o Hut Ben-Ben, "La Mansión de la piedra Benben", estaba estrechamente relacionado con el Gempaatón y una referencia directa al santuario de Heliópolis, de donde el rey fue Sumo Sacerdote de Ra. Fue el último en construirse y en sus paredes aparece Nefertiti oficiando el culto a Atón.

### Rudi-menu
El Rudi-menu o Rudi Menu, "Sólidos para la Eternidad son los monumentos de Atón"

### Teni-menu
El Teni-menu o Teni Menu, "Exaltados durante toda la Eternidad son los monumentos de Atón", podría albergar también las habitaciones y zonas de almacenamiento, y pudo haber sido residencia real, aunque con lo poco que ha quedado de su estructura, es difícil vaticinar su utilización.
Los talatases que formaban las paredes del Teni-menu fueron reutilizados como relleno en el noveno pilón del templo principal de Karnak. Han podido ser recuperados e identificados y vueltos a montar como un rompecabezas gigante y su resultado está parcialmente expuesto en el museo de Luxor. Se muestran escenas residenciales y administrativas y también escenas del Jubileo solar de la primera fiesta Heb Sed de Amenhotep IV/ Ajenatón que probablemente fuera celebrada al mismo tiempo que la de su padre, a la que asistió la reina Tiye.